# Су Сівень
Су Сівень (спрощ.: 苏锡文; кит. трад.: 蘇錫文; піньїнь: Sū Xīwén) (1889 Фуцзянь Наньпін Лунхай Династія Цін - 1945 ), китайський політик колаборант ключова фігура в уряді Реставрації Китайської Республіки та національному уряді Нанкіна (режим Ван Цзінвея).
Раніше відомий як Сун Чжі та Юсян,(дехто каже, що тайванець  ), і політиком Республіки Китай.

## Біографія
Він навчався в Японії та закінчив факультет політології та економіки в Університеті Васеда.Після повернення до Японії він працював у торгівлі на Південних морях та у Північному Китаї. Пізніше він почав займатися політикою, обіймаючи різні посади, зокрема директора Фінансового бюро уряду провінції Фуцзянь, директора Фінансового управління та директора з цивільних справ канцелярії маршала Гуандуна, а також професора Шанхайського університету Чжичжі. Пізніше його було направлено на Тайвань.
Під час Японсько-китайської війни 5 грудня 1937 року за вказівкою Японії його було призначено мером уряду Шанхайського муніципального проспекту муніципального уряду Шанхаю Новий уряд Китайської Республіки було сформовано у березні наступного року, а наступного місяця Су Сівень був призначений тимчасовим губернатором Шанхайської муніципальної адміністрації за підтримки Японії.
28 квітня наступного року він був переведений на посаду керівника Шанхайської міської адміністрації .16 жовтня того ж року він був призначений генеральним секретарем Шанхайського спеціального муніципального уряду.
Після вбивства Фу Сяоань у 1940 році він деякий час виконував обов’язки мера. Помер від хвороби в 1945 р у віці 54 років. 